# Nikola Buconjić
Nikola Buconjić (Neum Klek, 15. rujna 1865. – Sarajevo, 24. svibnja 1947.)  bio je hrvatski i bosanskohercegovački pjesnik, folklorist, romanopisac, etnograf i povjesničar.

## Životopis
Pučkočkolsku naobrazbu namaknuo je u Stocu, a gimnaziju je polazio u Sarajevu. Nakon šest završenih razreda, školovanje nastavio u sarajevskoj Učiteljskoj školi. Njegov izvanškolski rad u Mostaru bio je uzrokom premještaja u Bugojno, po kazni. Isti razlog bio je i za premještaj iz Bugojna u Doboj. U Zagrebu polaže ispit za učitelja građanskih škola i tako postaje upravitelj škole u Doboju, potom i u Tuzli. Osim u navedenim mjestima, radio je i u Brčkom, Travniku i Sarajevu.
Najvjerodostojnijim je piscem Hercegovačkog ustanka 1875. – 1878. godine. U tom je pravcu njegovo djelo Povijest ustanka u Hercegovini i boj kod Stoca  važnim vrelom pri povijesnom istraživanju pada osmanske vlasti u BiH odnosno okolnosti u kojima se Austro-Ugarska infiltrirala u BiH. Pored ovog, i ina djela su mu književno-povijesno značajna. Danas ih se razvrstava u hrvatsku "učiteljsku književnost" koja ima nacionalna i književna obilježja.

## Djela
- Život i običaji Hrvata katoličke vjere u Bosni i Hercegovini (1908.)[3]
- Povijest ustanka u Hercegovini i boj kod Stoca (1910.)
- Ljiljanke (pjesme, (1917.)
- Franjo Josip I. (pjesme, 1917.)
- Grof Petar Zrinjski i knez Krsto Frankopan (1920.)
- Grob do groba (roman, Katolički tjednik, 1942/43.)
- Gazi Husrev-beg (ep)
- Bitka na Krbavskom polju (ep)

6. neretvanski književni, znanstveni i kulturni susreti su bili posvećeni njegovom životu i radu.

## Vanjske poveznice
- Hrvatska književnost Bosne i Hercegovine koncem XIX. i prve polovice XX. stoljeća  Arhivirana inačica izvorne stranice od 2. travnja 2008. (Wayback Machine)